# Mohammad Sidique Khan
Mohammad Sidique Khan (ur. 20 października 1974 w Leeds, zm. 7 lipca 2005 w Londynie) – przywódca i najstarszy z czterech terrorystów, którzy dokonali udanego zamachu na londyńskie metro. Khan zdetonował bombę w pociągu po ruszeniu z peronu 4 stacji metra w Edgware Road, w wyniku czego zginęło sześciu pasażerów i on sam.

## Życiorys
Urodził się w Leeds. Jego ojcem był Tika Khan, który urodził się w Pakistanie. Khan ukończył gimnazjum South Leeds High School, do którego chodził także Hasib Hussain. Khan studiował na Leeds Metropolitan University. W 1999 r. znalazł się pod wpływem radykalnego ekstremisty muzułmańskiego Abdullah el-Faisal.